# 鳗鳞蛇鳚
鳗鳞蛇鳚（学名：Ophidion muraenolepis），又名黑邊鼬魚，为蛇鳚科蛇鳚属的鱼类，俗名孔鳔蛇。分布于印度尼西亚班达海东侧的卡伊群岛(Kei)水深232-252米海区以及海南岛东的南中国海水深约210米海区等，属于生活于西太平洋热带水深约210-252米海区的底层鱼类。该物种的模式产地在Kei岛。